# استیو تامسون (بازیکن فوتبال، زاده ۱۹۸۹)
استیو تامسون (انگلیسی: Steve Thompson؛ زادهٔ ۱۵ آوریل ۱۹۸۹) بازیکن فوتبال در پست مهاجم اهل انگلستان است.

## باشگاهی
از باشگاه‌هایی که در آن بازی کرده‌است می‌توان به باشگاه فوتبال تلفورد یونایتد، باشگاه فوتبال میدلزبرو، باشگاه فوتبال پورت ویل، باشگاه فوتبال استافورد رانجرز، و باشگاه فوتبال دارلینگتون ۱۸۸۳ اشاره کرد.